# Madeleine Astor

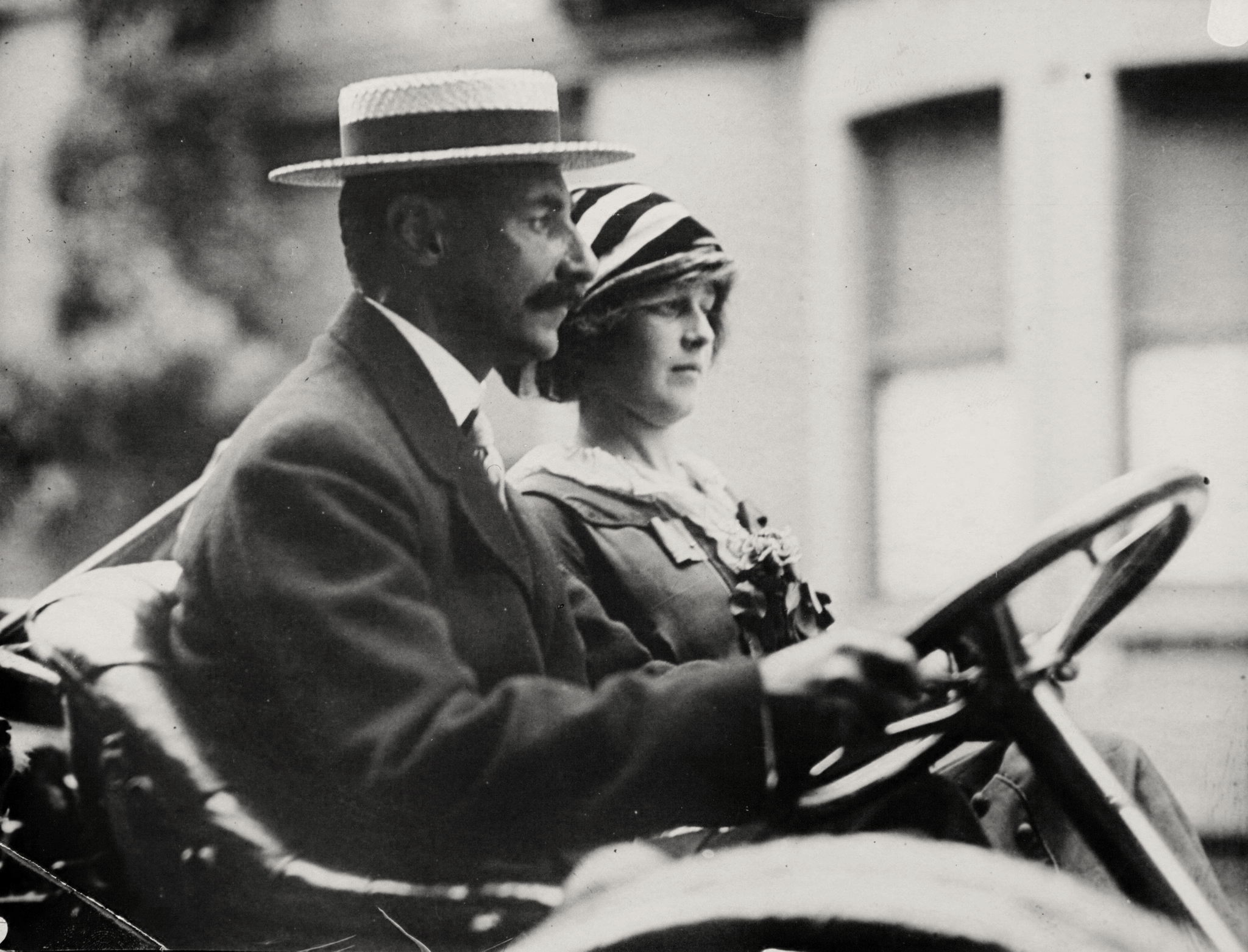
Madeleine met John Jacob Astor IV

Madeleine Astor, geboren als Madeleine Talmadge Force (New York, 19 juni 1893 - Palm Beach, 27 maart 1940) was een Amerikaans persoon die bekend werd toen ze trouwde met de bijna 30 jaar oudere John Jacob Astor IV.

## Biografie
Madeleine Talmadge Force werd als dochter van William H. en Katherine Force in Brooklyn geboren. Ze ontmoette John Jacob Astor IV voor het eerst toen ze nog op school zat. De twee werden verliefd op elkaar en ze trouwden op 9 september 1911.
Het huwelijk werd beschouwd als een schandaal en om alle roddels te ontwijken, gingen de twee met verlengde huwelijksreis naar Europa. Gedurende de periode werd Madeleine zwanger. Omdat ze wilde dat het kindje in de Verenigde Staten geboren zou worden, boekte Astor een eerste klas ticket voor de Titanic.
Toen het schip zonk op de late avond van 14 april 1912, werd Madeleine door haar man in reddingsboot #4 geholpen. John Jacob mocht niet met haar mee. Hij werd uiteindelijk een van de 1500 slachtoffers die stierven.
Na deze ramp heeft Astor slechts enkele keren over de verschrikkelijke nacht gepraat. Op 14 augustus 1912 beviel ze van zoon John Jacob Astor VI. In het testament van haar man stond dat ze vijf miljoen dollar zou erven, tenzij ze opnieuw zou trouwen.
Astor trouwde toch opnieuw. Op 22 juni 1916 trouwde ze met William K. Dick. Hierdoor verloor ze haar geld aan John Jacobs zoon Vincent en mocht niet meer in het Astor huis wonen. Met Dick kreeg ze twee kinderen, William Jr. en John Henry Dick.
Madeleine scheidde van Dick op 21 juli 1933. Ze trouwde nog dat jaar op 27 november met de Italiaanse bokser Enzo Fiermonte. Dat huwelijk duurde ook niet lang. De twee scheidden op 11 juni 1938.
Madeleine verhuisde vervolgens naar West Palm Beach en veranderde haar achternaam terug naar Dick. Ze stierf in 1940 aan een ernstige hartaandoening.

## Vertolkingen
Madeleine Astor werd verschillende keren vertolkt in films en televisieseries over de Titanic:
- Charlotte Thiele (1943) (Titanic)
- Frances Bergen (1953) (Titanic)
- Beverly Ross (1979) (S.O.S. Titanic) (tv-film)
- Janne Mortil (1996) (Titanic) (tv-serie)
- Charlotte Chatton (1997) (Titanic)
- Piper Gunnarson (2003) (Ghosts of the Abyss) (documentaire)
- Er kwam een verwijzing naar Madeleine Astor in de eerste aflevering van de ITV-dramareeks Downton Abbey. Toen Cora, "Countess of Grantham", op de hoogte werd gesteld van de ramp met de Titanic, was haar eerste reactie: "Did J. J. Astor get off? Of course, that new wife of his was bound to have been rescued."
- Angéla Eke (2012) (Titanic) (tv-serie)